# Trigonostemon laetus
Trigonostemon laetus är en törelväxtart som beskrevs av Henri Ernest Baillon. Trigonostemon laetus ingår i släktet Trigonostemon och familjen törelväxter.
Artens utbredningsområde är Burma. Inga underarter finns listade i Catalogue of Life.